# Politiques de black-out télévisuel de la NFL
Les politiques de black-out télévisuel de la NFL (National Football League) sont les plus strictes parmi les quatre grandes ligues sportives professionnelles d'Amérique du Nord.
De 1973 à 2014, la NFL a maintenu une politique de black-out qui stipulait qu'un match à domicile ne pouvait être télévisé sur le marché local de l'équipe si 85 % des billets n'étaient pas vendus 72 heures avant le début du match. Cela fait de la NFL la seule grande ligue de sport professionnel aux États-Unis qui exige des équipes qu'elles vendent leurs billets pour pouvoir diffuser un match à la télévision locale. La politique de black-out de la ligue a été suspendue d'année en année depuis 2015.
En outre, la NFL est la seule ligue qui impose une règle anti-siphonnage sur les marchés locaux de toutes les équipes : la NFL vend les droits de syndication des matchs du jeudi et du lundi soir de chaque équipe à une station locale de diffusion en direct sur chaque marché local. La chaîne câblée concernée doit être mise hors service lorsque l'équipe joue le match en question.

## Contournement des restrictions
Avant 1973, tous les matchs étaient interdits dans la ville d'origine de l'équipe et sur toutes les chaînes de télévision situées dans un rayon de 75 miles autour de la ville d'origine de l'équipe, qu'ils soient complets ou non,. Cette politique, qui remonte aux premières années de la NFL en matière de télévision, a entraîné des black-outs dans les villes d'origine, même pendant les matchs de la saison régulière et les championnats à guichets fermés. Par exemple, le « plus grand match jamais joué » de 1958 entre les Colts de Baltimore et les Giants de New York n'a pas été retransmis aux téléspectateurs sur le marché de New York, bien que le Yankee Stadium soit rempli. De même, tous les matchs du Super Bowl avant le Super Bowl VII en janvier 1973 n'étaient pas télévisés sur le marché de la ville hôte.
Cette politique était en vigueur lorsque, en 1972, les Redskins de Washington n'ont participé aux éliminatoires que pour la deuxième fois en 27 saisons. Comme tous les matchs à domicile étaient interdits de diffusion, les politiciens - y compris le président Richard Nixon, un fervent amateur de football - ne pouvaient pas regarder les matchs à domicile de leur équipe préférée. En tant que principal diffuseur de ces matchs, WTOP-TV (aujourd'hui WUSA), une filiale de CBS, a été obligée d'interrompre les matchs et de diffuser une programmation alternative. Le commissaire de la NFL, Pete Rozelle, a refusé de lever le black-out pour le match de championnat de la National Football Conference (NFC), malgré un plaidoyer du procureur général des États-Unis, Richard Kleindienst. Kleindienst a ensuite suggéré que le Congrès américain réévalue l'exemption de la NFL en matière de loi anti-trust.
Rozelle a accepté de lever le black-out pour le Super Bowl VII sur une « base expérimentale », si le match était complet dix jours ou plus à l'avance. Le match étant complet, les téléspectateurs de la région de Los Angeles ont pu voir la retransmission du match par la NBC. Néanmoins, le Congrès est intervenu avant la saison 1973 en adoptant la loi publique 93-107, qui a éliminé le black-out des matchs sur le marché intérieur à condition que le match soit complet 72 heures avant l'heure du match. La ligue modifie parfois ce délai à 48 heures s'il ne reste que quelques milliers de billets à vendre ; beaucoup plus rarement, la NFL réduit occasionnellement le délai à 24 heures dans des cas particuliers.
Les billets des sections Club Premium et des suites de luxe ont été exclus de la règle du black-out, en effet, les stades modernes de la NFL ont réduit le nombre de places assises au profit des sections club et des suites de luxe, car il est ainsi plus facile de remplir le stade et d'éviter les black-out, et ces recettes ne doivent pas être partagées avec d'autres franchises, tout comme les billets inutilisés attribués à l'équipe visiteuse. Par ailleurs, certaines équipes de la NFL ont conclu des accords avec des stations de télévision ou des entreprises locales, souvent des sponsors de l'équipe et/ou de ses émissions locales, pour acheter les billets non vendus. Les équipes elles-mêmes sont autorisées à acheter les billets non vendus restants à 34 cents le dollar (la partie soumise au partage des recettes) afin d'éviter un black-out. Les équipes peuvent également lever le black-out par leurs propres moyens, ce qui a été fait à l'occasion de tempêtes les jours de match.
La NFL exige que la fermeture de sections du stade soit effectuée de manière uniforme pour chaque match à domicile, y compris les matchs des séries éliminatoires, au cours d'une saison donnée. Par exemple, les Jaguars de Jacksonville ont fermé un certain nombre de sections de leur stade, l'EverBank Field, pour réduire le nombre de billets qu'ils devraient vendre. L'EverBank Field est l'un des plus grands stades de la NFL (68 000 places, extensible à 82 000), car il a été construit pour accueillir également le match annuel des Gators de la Floride contre les Bulldogs de la Géorgie et le Gator Bowl du football américain universitaire, et a été agrandi pour le Super Bowl XXXIX, même s'il provient de l'un des plus petits marchés de la ligue.
La NFL a autorisé une nouvelle règle assouplissant les restrictions de la ligue en matière de black-out pendant la saison morte 2012. En vertu de cette nouvelle règle, pour la première fois dans l'histoire de la NFL, la disposition relative à la vente de billets n'exige plus qu'un stade soit complet pour qu'un match soit télévisé ; les équipes sont plutôt autorisées à fixer un seuil de 85 % à 100 % des places non premium du stade. Toute place vendue au-delà de ce seuil fera l'objet d'un partage des recettes plus important. Alors que la plupart des équipes participent aux nouvelles règles d'interdiction, quatre équipes - les Bills de Buffalo, les Browns de Cleveland, les Colts d'Indianapolis et les Chargers de San Diego - continuent de suivre la règle d'interdiction précédente, car en vertu de la modification des règles de 2012, les équipes devront verser un pourcentage plus élevé des droits d'entrée au fonds de recettes de la NFL.

### Fin des sanctions de la FCC et suspension temporaire
Jusqu'en septembre 2014, les règles de black-out de la NFL ont été sanctionnées par la Commission fédérale des communications (FCC), qui a appliqué des règles exigeant que les fournisseurs de câble et de satellite ne distribuent aucune émission sportive qui avait été soumise au black-out par une station de télévision de diffusion sur leur marché de service. Le 9 septembre 2014, USA Today a publié un éditorial du président de la FCC, Tom Wheeler, qui a déclaré qu'il soumettait une proposition pour « se débarrasser des règles de black-out de la FCC une fois pour toutes », qui sera votée par les membres de l'agence le 30 septembre de cette année-là, déclarant ces politiques « obsolètes ». La Commission a voté à l'unanimité l'abrogation des règles de black-out de la FCC. Toutefois, la suppression de ces règles est, dans une certaine mesure, purement symbolique ; la NFL peut toujours appliquer ses politiques de black-out sur une base contractuelle avec les réseaux de télévision, les stations et les fournisseurs de services - un processus rendu possible par la grande influence que la ligue exerce sur ses partenaires médiatiques,.
En fin de compte, aucun match ne sera censuré pendant la saison 2014. Le 23 mars 2015, les propriétaires de la NFL ont voté la suspension des règles de black-out pour la saison 2015 de la NFL, ce qui signifie que tous les matchs seraient télévisés sur leur marché d'origine, indépendamment de la vente des billets. La suspension s'est poursuivie pendant la saison 2016 ; le commissaire Roger Goodell a déclaré que la ligue devait étudier plus avant l'impact de la suppression des règles d'interdiction avant qu'un tel changement ne devienne permanent. Bien que la ligue ne l'ait jamais dit explicitement, la suspension du black-out s'est poursuivie en 2019.

## Rayon dublack-out
La NFL définit la zone de marché d'une équipe comme locale si elle se trouve dans un rayon de 75 miles (120,7 km)du stade de l'équipe. Par conséquent, un black-out affecte tout marché où le signal de diffusion terrestre d'une station affiliée, dans des conditions normales, pénètre dans le rayon de 75 miles. Ces stations affiliées sont déterminées avant la saison et ne changent pas au fur et à mesure de l'avancement de la saison. Certains marchés de médias primaires éloignés, tels que Denver et Phoenix, peuvent couvrir ce rayon entier, de sorte que le black-out n'affecte pas les autres filiales. Toutefois, dans certains cas, une très petite partie de la zone de marché d'une ville éloignée peut se trouver dans le rayon de 75 miles d'une autre ville, ce qui entraîne des black-outs bien au-delà de la zone ciblée.
L'exemple le plus notable est le black-out des matchs des Bills de Buffalo sur le marché de Syracuse, dans l'État de New York, parce qu'une petite partie de la ville d'Italy du comté de Yates, qui ne compte qu'une poignée de personnes, se trouve dans le rayon de 75 miles du New Era Field, un stade qui n'a pas réussi à afficher complet à de nombreuses reprises, principalement en raison du climat hivernal rigoureux que la région reçoit sur les rives du lac Érié, alors que la totalité du reste du marché de Syracuse se trouve en dehors de celui-ci. Le comté de Yates faisait auparavant partie de la DMA (Designated Market Area) de Syracuse, mais il a ensuite été transféré dans la DMA de Rochester. Malgré cela, la ligue a continué à appliquer les black-outs prévus par les Bills pour Syracuse et, comme la Mohawk Valley n'avait pas de filiale de CBS et comptait sur WTVH, filiale de CBS à Syracuse, pour couvrir cette zone, elle se trouvait également affectée, malgré le fait qu'aucune partie de cette zone ne s'approche du seuil des 75 miles ; de ce fait, le rayon de black-out des Bills s'est étendu sur des centaines de miles au-delà du stade actuel, bien au-delà du comté de Herkimer.
Dans certains cas, la NFL permet aux marchés secondaires de s'étendre au-delà du rayon de 75 miles, en partie pour aider à attirer les fans à assister au match. Certaines de ces exceptions se trouvent à Charlotte, en Caroline du Nord, où bon nombre de ses marchés secondaires se situent en dehors du rayon de 75 miles (Greensboro et Raleigh). D'autres incluent San Diego, principalement parce que Los Angeles (à 116 miles (186,6 km) de San Diego) n'a pas eu d'équipe de la NFL de 1994 (lorsque les Rams ont déménagé de Los Angeles à St. Louis) jusqu'en 2016 (lorsque l'équipe est revenue à Los Angeles pour la saison 2016), car les parties sud du marché de Los Angeles se trouvent dans le rayon de 75 miles de San Diego.
Une exception à la règle est la zone du marché des Packers de Green Bay, qui s'étend aux marchés de la télévision de Green Bay et de Milwaukee (la station de radio phare de l'équipe, WTMJ, se trouve à Milwaukee, et certains matchs à domicile des Packers ont été joués dans cette ville jusqu'en 1994). Cependant, les black-outs n'ont presque jamais eu lieu chez les Packers, la dernière fois étant en 1983.
De même, aucun Super Bowl n'a jamais été indisponible sur le marché d'origine depuis le Super Bowl VII en 1973. Tous, à l'exception du premier, étaient complets et, compte tenu de la notoriété du match, un black-out télévisuel est très peu probable.

### Pas de match concurrent
Une autre politique visant à encourager la vente des billets est que, à l'exception de la semaine 17, aucun autre match de la NFL ne peut être diffusé en opposition à la diffusion de celui de la franchise locale sur la filiale du marché primaire en raison des règles de la NFL ou d'un black-out.
- Si une franchise locale joue à domicile et que la diffusion fait partie d'un doubleheader (en), l'autre réseau, qui diffuse un seul match, ne peut le diffuser un jeu que dans la tranche horaire opposée[38] ;

- Si une franchise locale joue à domicile et que l'émission est diffusée par le réseau qui ne diffuse qu'un seul match, l'autre réseau (qui diffuse deux matchs) ne peut diffuser un match que dans le créneau horaire opposé[39] ;

- Si une franchise locale joue un match à l'extérieur, et que l'émission est diffusée par le réseau sur lequel il s'agit du seul match de la NFL qu'il diffuse cette semaine, l'autre réseau peut diffuser ses deux matchs[39] ;

- Si une franchise locale joue en déplacement sur le réseau qui diffuse un doubleheader, l'autre réseau peut diffuser son seul match dans la même tranche horaire que celui de la franchise locale[38].

Des exemptions spéciales sont en vigueur lorsque d'autres événements (tels que la finale du championnat de tennis US Open jusqu'en 2014, les éliminatoires de la Major League Baseball, la Ryder Cup de golf en 1991 et 1995, ou la finale de la Coupe du monde de la FIFA) sont diffusés sur l'une des deux chaînes qui diffusent les matchs du dimanche, qui commencent généralement à 16 h 30 (tennis ou baseball), ou qui se terminent à 13 h (football et golf). La Fox devrait utiliser l'exemption en 2022 en raison d'un décalage horaire de huit heures entre le fuseau horaire de l'Est et le Qatar, et la finale de la Coupe du monde commencerait au plus tard à 13 h (heure de l'Est).
À partir de la saison 2014, ces règles ne s'appliqueront plus à la semaine 17, où les implications des éliminatoires ou de la draft sont affectées par de nombreux matchs. En raison de la nature des matchs de la semaine 17 ayant des implications pour les éliminatoires, toutes les restrictions, à l'exception de la règle du black-out pour défaut de sold out, sont levées, ce qui donne à la Fox et à CBS des doublons pour la semaine 17 sur tous les marchés, que l'équipe locale soit à domicile ou non.
Les marchés de la région de la baie de New York et de San Francisco ont généralement moins de matches en double que les autres marchés, car ces marchés ont chacun deux équipes, dont l'une joue à domicile pratiquement chaque semaine. Cette politique n'affecte que le marché primaire de la franchise, et non les autres dont les signaux pénètrent dans un rayon de 75 miles. Elle n'affecte pas non plus les téléspectateurs de NFL Sunday Ticket sur le marché primaire ; tous les autres matchs restent disponibles.

## Procédure dublack-out
Si un match à domicile n'est pas disponible localement parce qu'il n'est pas sold-out avant le délai de 72 heures, l'une des situations suivantes se produira :
Si le match à domicile « censuré » est un match télévisé au niveau national sur un réseau de diffusion (comme sur NBC pour son émission NBC Sunday Night Football (en)), où aucun autre match de la NFL n'est joué en même temps, toutes les stations locales dans le rayon de 75 miles doivent diffuser une programmation alternative (les stations doivent programmer l'heure elles-mêmes, puisque d'autres affiliés diffusent le match). Ce scénario a peu de chances de se produire depuis les modifications apportées en 2006 aux règles de la NFL concernant la réaffectation des heures de début des matchs du dimanche, connue sous le nom de « programmation flexible ».
La modification des règles de la NFL en 2006 permet à NBC et à la NFL de réattribuer les heures de début des matchs pour les matchs du dimanche uniquement, à partir de la semaine 11, bien que la NFL ait modifié cette clause pour la semaine 5 en 2014 (avec la règle selon laquelle seuls deux des six matchs possibles du dimanche soir auraient pu être réattribués). Par conséquent, si un match de fin de saison comporte un match sans implications de séries éliminatoires (les deux équipes ont été éliminées, ou le match n'a pas d'implications de classement), souvent avec l'équipe locale déjà éliminée, et donc il est peu probable qu'il soit complet, il sera déplacé au dimanche après-midi en faveur d'un meilleur match. Un exemple parfait étant en 2010 lorsqu'un match entre les Chargers de San Diego et les Bengals de Cincinnati a été déplacé à l'après-midi en faveur d'un match impliquant les Vikings du Minnesota et les Eagles de Philadelphie, qui a fini par être joué le mardi en raison des conditions climatiques hivernales sévères dans la région de Philadelphie ; le match des Bengals a été interrompu, et WKRC-TV et deux autres filiales de CBS proches - WHIO-TV à Dayton, Ohio et WKYT-TV à Lexington, Kentucky - n'ont donc pas pu le retransmettre.
Si le match télévisé à l'échelle nationale et soumis au black-out est diffusé sur un réseau câblé (tel qu'ESPN ou le réseau NFL), tous les fournisseurs de télévision par câble et par satellite sur les marchés situés dans le rayon de 75 miles, en plus du marché principal de l'équipe locale (qui est déjà censuré), ne peuvent diffuser les émissions du câblodistributeur aux clients des marchés concernés pendant le match (c'est une condition des accords des chaînes avec la ligue et les fournisseurs). En outre, le match n'est pas diffusé en simultané sur une station de diffusion locale dans les marchés concernés par le black-out.
Si le match à domicile censuré est joué un dimanche après-midi, toutes les stations locales dans le rayon de 75 miles doivent montrer un match NFL différent pendant ce créneau horaire - le réseau choisit généralement le match[réf. souhaitée]. En outre, NFL Sunday Ticket ne peut pas diffuser le match dans cette zone.
L'application NFL Mobile pour les appareils mobiles vérifie périodiquement l'emplacement de l'utilisateur afin d'appliquer les black-outs.
En 2005, pour la première fois de son histoire, la NFL a levé les politiques de black-out pour une équipe : les Saints de la Nouvelle-Orléans. En raison des dégâts causés par l'ouragan Katrina, les Saints ont réparti leurs matchs à domicile entre le Giants Stadium à East Rutherford, au New Jersey, le Tiger Stadium de la Louisiana State University à Baton Rouge et l'Alamodome de San Antonio, la plupart des matchs à domicile étant disputés à Baton Rouge qui est un marché secondaire pour les Saints et est soumis à des black-outs lorsque les matchs retransmis au Superdome par les réseaux hertziens ne sont pas sold-out.
San Antonio est un marché secondaire non officiel pour les Cowboys de Dallas et deux des trois matchs des Saints joués en 2005 à l'Alamodome n'ont été retransmis nulle part au Texas, les heures de début des matchs des Cowboys et des Saints étant en conflit à ces dates. Le seul match des dates de San Antonio à ne pas être complet, celui de la quatrième semaine contre les Bills de Buffalo, a été télévisé localement par CBS (sur KENS-TV), car les Cowboys ont joué en retard ce jour-là contre les Raiders  d'Oakland au McAfee Coliseum (KABB, filiale de la Fox, n'a donc jamais diffusé de match à domicile des Saints sur le marché de San Antonio, car les Cowboys et les Saints font partie de la National Football Conference (NFC), et les Cowboys sont plus suivis au Texas.
Les politiques de black-out s'étendent même au Pro Bowl ; si ce match n'est pas complet, il n'est pas retransmis sur le marché des médias à domicile. De 1980 à 2009, puis de 2011 à 2014, le match a été joué à Halawa (en), ce qui fait que le marché applicable est celui de tout l'État d'Hawaii. Le match de 2010 a été joué dans la région de Miami (au Sun Life Stadium).
En raison de la baisse des ventes de billets, la ligue a considérablement assoupli sa politique de black-out en 2009. Bien que les règles traditionnelles s'appliquent toujours, la ligue utilise certaines de ses nouvelles fonctionnalités médiatiques pour donner accès aux matchs non diffusés. Par exemple, la ligue ne soumettra pas son canal RedZone à des black-outs. En outre, des matchs complets en direct seront disponibles gratuitement en ligne le lundi (sauf le Monday Night Football), le mardi et le mercredi suivant le match, en cas de black-out, en utilisant le module Game Rewind de la ligue.

## Critique
Les critiques affirment que ces politiques de black-out sont largement inefficaces pour créer des stades pleins à craquer. Ils affirment que d'autres facteurs empêchent les soldes, comme le prix élevé des billets et le peu d'enthousiasme pour une équipe perdante. En outre, il a été avancé que les black-out nuisent à la ligue ; sans l'exposition à la télévision, il devient plus difficile pour les équipes qui ont une faible fréquentation et peu de soldes d'accroître leur popularité et de suivre à mesure que l'exposition diminue.
Cependant, la NFL a vendu bien plus de 90 % de ses matchs ces dernières saisons. En outre, de nombreuses équipes affichent complet avant le début de la saison régulière (généralement grâce à la vente des billets de saison ; au moins la moitié des équipes de la NFL ont une liste d'attente pour les billets de saison), et il n'y a donc pas de risque de black-out sur ces marchés.

### Articles de journaux
1. 1 2  (en) Al Yellon, « A Brief History Of NFL Blackouts », sur SB Nation Chicago, 14 septembre 2010 (consulté le 14 février 2020)
2. ↑  (en) Jason Lisk, « Rubin, Rozelle, the Redskins, and Super Bowl Blackouts » Pro-football-reference.com blog » Blog Archive », sur www.pro-football-reference.com, 5 février 2010 (consulté le 14 février 2020)
3. 1 2  (en) Jed Hughes, « NFL Decade-Low Attendance Inspires New TV Blackout Rules », sur Bleacher Report, 5 octobre 2012 (consulté le 14 février 2020)
4. ↑  (en) Chad Lamasa, « Colts-Giants: The Greatest Game Ever Played », sur Bleacher Report, 14 décembre 2008 (consulté le 14 février 2020)
5. 1 2  (en) John Kelly, « In 1972, Redskin fans couldn’t watch NFC championship on TVs in Washington », The Washington Post,‎ 4 février 2012 (lire en ligne)
6. ↑  (en) Mike Frandsen, « Washington Redskins-Dallas Cowboys Rivalry: 20 of the Best Games », sur Bleacher Report (consulté le 14 février 2020)
7. ↑  (en) Scott Allen, « Many local fans couldn’t watch the last Redskins-Packers playoff game in 1972. », The Washington Post,‎ 6 janvier 2016 (lire en ligne)
8. ↑  (en) « Tapes shed light on NFL's rejection of Nixon blackout proposal », sur NFL.com (consulté le 14 février 2020)
9. ↑  (en) Cori Jan Ching, « Critique of the National Football League's Blackout Exemption from the Antitrust Laws, A;Note. » [PDF], Journal of Legislation - Volume 8 - Issue I - Article 7, 1er janvier 1981 (consulté le 14 février 2020), p. 114
10. ↑  (en) Ty Schalter, « The Evolution of the Super Bowl over 50 Years », sur Bleacher Report (consulté le 14 février 2020)
11. ↑  (en) « Public Law 93-107 » [PDF], sur govinfo.gov, 14 septembre 1973 (consulté le 14 février 2020)
12. 1 2  (en) « Local TV blackout still possible for Pro Bowl », sur NFL.com (consulté le 14 février 2020)
13. ↑  (en) Thomas Heath, « NOT QUITE FULL HOUSE », The Washington Post,‎ 23 septembre 1997 (lire en ligne)
14. ↑  (en) Reuters, « NFL TV Blackout Rule Repealed By FCC. », sur courant.com, 30 septembre 2014 (consulté le 14 février 2020)
15. ↑  (en) Mike Florio, « 4,500 tickets remain for Chiefs-Colts game », sur ProFootballTalk, NBC Sports, 2 janvier 2014 (consulté le 14 février 2020)
16. ↑  (en) Jerry Kirshenbaum, « CHIRP-CHIRP, CRUNCH-CRUNCH », sur Vault, Sports Illustrated, 1er octobre 1973 (consulté le 14 février 2020)
17. ↑  (en) Elyssa Gutbrod, « Making a Case for the Jacksonville Jaguars to Move to Los Angeles », sur Bleacher Report, 31 mai 2012 (consulté le 14 février 2020)
18. ↑  (en) « Jacksonville Jaguars Media Guide », 2018 (consulté le 14 février 2020)
19. ↑  (en) Vito Stellino, « Rebuilding old Gator Bowl turned out to be bargain; number of seats still an issue », sur The Florida Times-Union, 1er décembre 2013 (consulté le 14 février 2020)
20. ↑  (en) « TIAA Bank Field », sur ESPN.com, ESPN (consulté le 14 février 2020)
21. 1 2 3  (en) Ryan Wilson, « Report: NFL to allow more flexibility in blackout restrictions », sur CBSSports.com, CBS Sports, 30 juin 2012 (consulté le 14 février 2020)
22. ↑  (en-US) Gene Warner, « Bills aren’t alone on blackout policy », sur The Buffalo News, 30 août 2012 (consulté le 14 février 2020)
23. ↑  (en-US) Edward Wyatt, « F.C.C. Eliminates Its Sports Blackout Rule, Rebuffing N.F.L.’s Push », The New York Times,‎ 30 septembre 2014 (ISSN 0362-4331, lire en ligne, consulté le 15 février 2020)
24. ↑  (en-US) Tom Wheeler, « Flashback: Sack the NFL's blackout rule », sur USA Today, 9 septembre 2014 (consulté le 15 février 2020)
25. ↑  (en) Alicia Jessop, « The FCC's Elimination Of The Sports Blackout Rule Is Not A Touchdown For NFL Fans », sur Forbes (consulté le 15 février 2020)
26. ↑  (en-US) Gautham Nagesh, « FCC Votes Unanimously to Scrap Sports Blackout Rule », The Wall Street Journal,‎ 30 septembre 2014 (ISSN 0099-9660, lire en ligne, consulté le 15 février 2020)
27. 1 2  (en) « NFL to suspend TV blackout policy for 2015 », sur ESPN.com, 23 mars 2015 (consulté le 15 février 2020)
28. ↑  (en-US) S. I. Wire, « NFL continues suspension of TV blackout rule », sur Sports Illustrated, 28 mars 2016 (consulté le 15 février 2020)
29. ↑  (en) Daniel Kaplan, « NFL Owners Again Expected To Lift TV Blackout Rule », sur www.sportsbusinessdaily.com, 25 mars 2019 (consulté le 15 février 2020)
30. 1 2  (en) Wonko, « Week 4 Home Game Means Another Potential Local TV Blackout », sur Bolts From The Blue, Los Angeles Chargers News, 27 septembre 2011 (consulté le 15 février 2020)
31. 1 2 3  (en-US) Sports Talk Florida, « Poll: How Many Bucs Games will be blacked out in 2013? », sur Sports Talk Florida - N, 27 mai 2013 (consulté le 15 février 2020)
32. 1 2  (en) « No more missed Buffalo Bills games in Syracuse? FCC abandons blackout rule », sur syracuse.com, 22 mars 2019 (consulté le 15 février 2020)
33. ↑  (en-US) « The NFL's Worst Weather Cities », sur The Weather Channel (consulté le 15 février 2020)
34. ↑  (en) « New York Routes (Yates County) », sur www.newyorkroutes.net (consulté le 15 février 2020)
35. ↑  (en) « The 1947 Green Bay Packers (6-5-1) », sur www.packershistory.net (consulté le 15 février 2020)
36. ↑  (en) Ben Handelman, « 1983 was the last time Packers fans had to deal with a blackout », sur FOX6Now.com, 3 janvier 2014 (consulté le 15 février 2020)
37. ↑  (en) « NFL Blackout », sur The Daily Omnivore, 3 novembre 2011 (consulté le 15 février 2020)
38. 1 2 3  (en) Brian Kerhin, FOX 11 Assignment Manager, « Blog: Explaining why NFL games air when & where they do », sur WLUK, 9 août 2016 (consulté le 16 février 2020)
39. 1 2  (en) Brian Kerhin, « A primer on the rules for broadcasting NFL games », sur WLUK, 4 août 2015 (consulté le 17 février 2020)
40. ↑  (en-US) Richard Sandomir, « After Decades on CBS, U.S. Open Will Switch Channels Full Time », The New York Times,‎ 3 septembre 2014 (ISSN 0362-4331, lire en ligne, consulté le 17 février 2020)
41. ↑  (en-US) Richard Sandomir, « World Cup Shift Could Hurt, or Help, Networks », The New York Times,‎ 5 novembre 2014 (ISSN 0362-4331, lire en ligne, consulté le 17 février 2020)
42. ↑  (en) « WEEK 17 FLEX SCHEDULING. » [PDF], sur nfl.com, 2014 (consulté le 16 février 2020)
43. ↑  (en-US) « As Usual, Market Fails to Stock All Best Merchandise », sur Los Angeles Times, 7 décembre 1990 (consulté le 17 février 2020)
44. ↑  (en) RON HURTIBISE Fort Lauderdale Sun Sentinel, « Here’s how the CBS-AT&T dispute will affect NFL Sunday Ticket on DirecTV », sur JournalStar.com (consulté le 17 février 2020)
45. ↑  (en) « NFL Flexible Scheduling », sur www.nfl.com (consulté le 18 février 2020)
46. ↑  (en) « Creating the NFL Schedule | NFL Football Operations », sur operations.nfl.com (consulté le 18 février 2020)
47. ↑  (en) « The NFL on TV in 2015 | NFL Football Operations », sur operations.nfl.com (consulté le 18 février 2020)
48. ↑  (en-US) « Season Ticket Holder Policies. », sur www.packers.com (consulté le 18 février 2020)
49. ↑  (en-US) « Bucs Flexed Again, Seattle Game Moved to 4:15 », sur www.buccaneers.com (consulté le 18 février 2020)
50. ↑  (en-US) « Snow Postpones Eagles-Vikings Game to Tuesday Night », sur NBC10 Philadelphia, 27 octobre 2010 (consulté le 18 février 2020)
51. ↑  (en) « Bengals' game vs. Chargers blacked out on TV in Cincinnati », sur NFL.com (consulté le 18 février 2020)
52. ↑  (en) Sonali Chitre, « TECHNOLOGY AND COPYRIGHT LAW : Illuminating the NFL's Blackout Rule in Game Broadcasting. », sur repository.uchastings.edu, Hastings Communications and Entertainment Law Journal Vol. 33 no  3 article 4, 1er janvier 2010 (consulté le 18 février 2020)
53. ↑  (en) « Sports Blackouts », sur Federal Communications Commission, 20 mai 2013 (consulté le 18 février 2020)
54. ↑  (en-US) « What Are Sports Blackout Rules? », sur TV Nerd, 2 février 2018 (consulté le 19 février 2020)
55. ↑  (en) « License Agreement for NFL Mobile App », sur www.verizonwireless.com (consulté le 19 février 2020)
56. ↑  (en-US) Richard Sandomir, « N.F.L. Fans Pay Either Way for TV Blackouts », The New York Times,‎ 4 septembre 2009 (ISSN 0362-4331, lire en ligne, consulté le 19 février 2020)
57. ↑  (en) « American football: New Orleans Saints homeless », NZ Herald,‎ 13 septembre 2005 (ISSN 1170-0777, lire en ligne, consulté le 19 février 2020)
58. ↑  (en) « Saints to play home games at LSU and San Antonio », sur ESPN.com, 12 septembre 2005 (consulté le 19 février 2020)
59. ↑  (en) « Oakland Raiders Move to Las Vegas? (vs, cheapest, arena) - Nevada (NV) - Page 71 - City-Data Forum », sur www.city-data.com (consulté le 19 février 2020)
60. 1 2  (en) « Nfl blackout | How To Stream NFL Blackout Games 2018. 2020-07-28 », sur solutions.chep.com (consulté le 19 février 2020)
61. ↑  (en) « No blackout for Saints games in Baton Rouge », sur www.nfl.com, NFL.com, 26 octobre 2005 (version du 14 juillet 2007 sur Internet Archive)
62. ↑  (en-US) « Aloha Pro Bowl! », sur Maui Wowi Franchise, 23 janvier 2014 (consulté le 19 février 2020)
63. ↑  (en) Jason Clary, « Land Shark Stadium: Home To the Miami Dolphins », sur Bleacher Report, 11 janvier 2010 (consulté le 19 février 2020)
64. ↑  (en) « NFL.com to show blacked-out games free in local markets on delayed basis », sur NFL.com (consulté le 19 février 2020)
65. ↑  (en) Meghashyam Mali, « NFL blitzes FCC to save blackout rule », sur TheHill, 7 août 2014 (consulté le 19 février 2020)
66. ↑  (en-US) Grant Suneson, « These pro sports teams are running out of fans », sur USA Today, 9 juillet 2019 (consulté le 19 février 2020)
67. ↑  (en) « Nfl Hbs Case Study », sur www.educationindex.com (consulté le 19 février 2020)
68. ↑  (en) Jesse Dorsey, « Attendance Rankings for All 32 NFL Teams », sur Bleacher Report, 15 janvier 2011 (consulté le 19 février 2020)

### Ouvrages
1. ↑  USHOR 1977, p. 655.
2. ↑  Danielson 2001, p. 291.
3. ↑  Quinn 2011, p. 118.
4. 1 2  FCC 2015, p. 12083.
5. ↑  USCH 1973, p. 11.
6. ↑  Söderman et Dolles 2013, p. 231.
7. ↑  Nauright et Parrish 2012, p. 224.
8. ↑  USHC 1973b, p. 105.